# Julianapark (Haarlem)
Het Julianapark is een klein driehoekig park in de Noord-Hollandse stad Haarlem. Het park is gelegen tussen de Schoterweg en de Generaal Cronjéstraat in de Soendabuurt van de Indischewijk, Haarlem-Noord. Het park is vernoemd naar Koningin Juliana der Nederlanden.
Van 26 maart 1942 tot en met 8 mei 1945 was de naam van het park en de openbare ruimte daaromheen Verlengde Generaal Cronjéstraat. De bezetter wilde elke verwijzing naar de Nederlandse koninklijke familie uitwissen.
In maart 1958 werd door de gemeentelijke dienst Hout en plantsoenen het park gemoderniseerd. De oude wilgenboom te midden van het park werd verwijderd, vanwege afbrekende takken. Er werden borders met fleurige bloemen, heesters en rozenperken geplant alsmede kwam er er een groot groen gazon en werden er bankjes geplaatst. Ook werd er een pad met heikleurige tegels aangelegd zodat voetgangers uit de Cronjéstraat de Schoterweg makkelijk konden bereiken.
In 2013 is in het park een Koningslinde geplaatst, ter gelegenheid van de inhuldiging van Koning Willem-Alexander der Nederlanden. Het Julianapark werd gekozen omdat er in Haarlem-Noord nog geen Koningslinde stond en vanwege de verwijzing naar de grootmoeder van de koning.
Bij het park is een bushalte gelegen hier stoppen de buslijnen 3 en 73, R-netlijn 385 en nachtlijnen N30 en N80.

## Fotogalerij

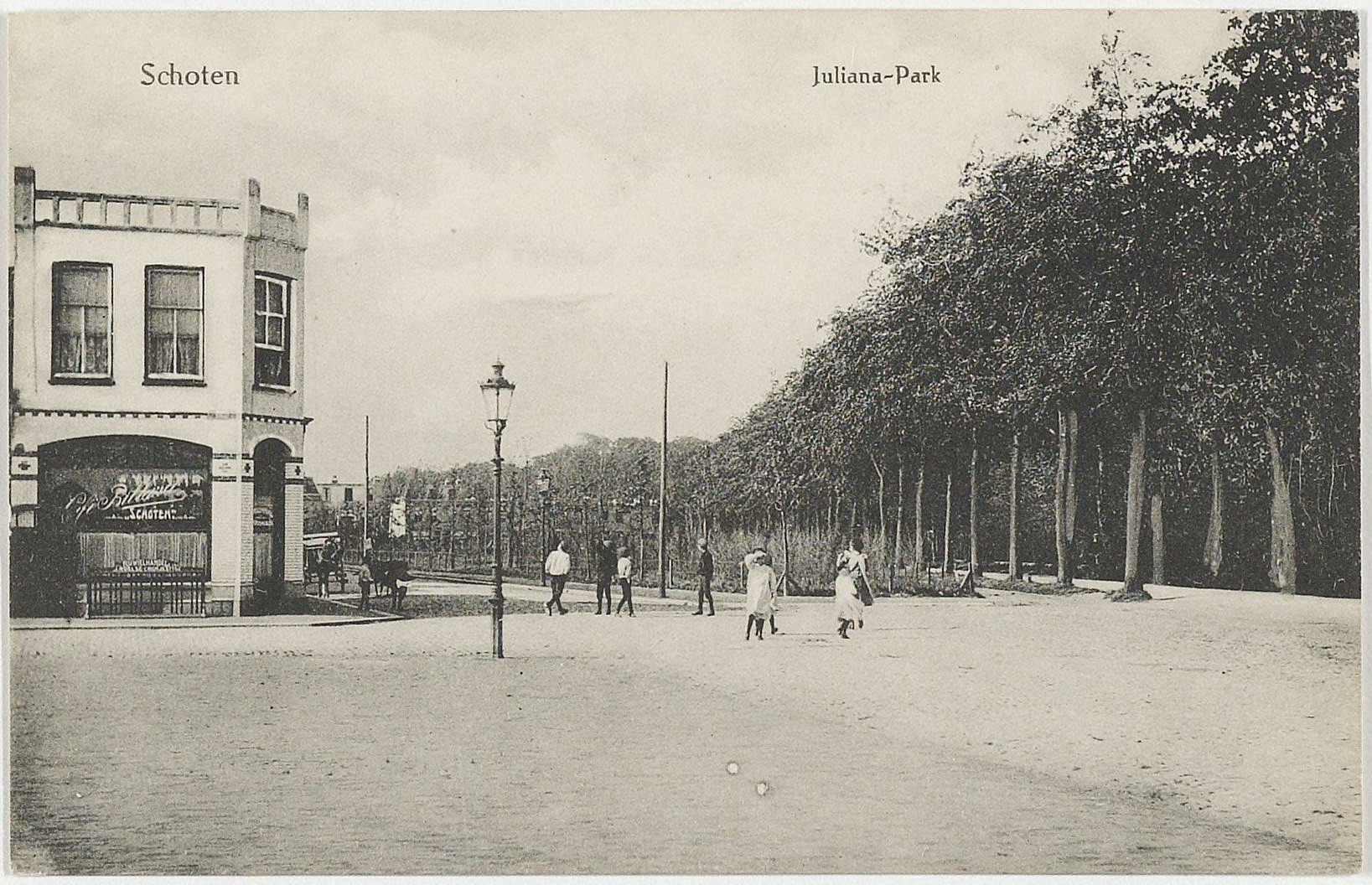
Het Julianapark te Schoten vanaf het Soendaplein gezien omstreeks 1910. Op de hoek van de Soendastraat links het Café Billard 'Schoten', Julianapark nr. 68. Op de achtergrond rechts de bomen van de Algemene Begraafplaats. Ziende naar het zuidwesten.
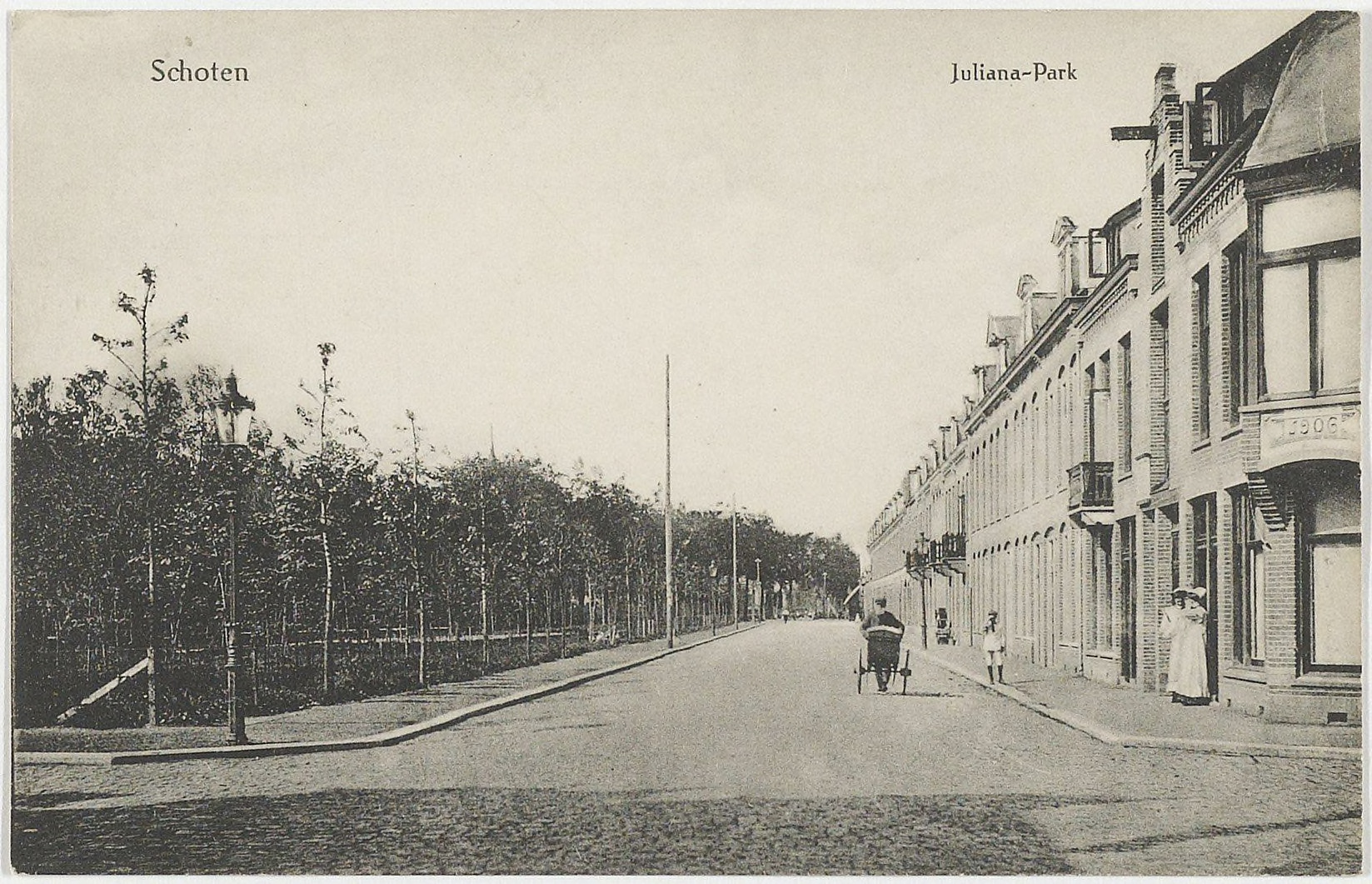
Het Julianapark, Schoten vanaf de hoek Spaansevaartstraat. Ziende naar het noorden.